# Джефферсон Дэвис (Marvel Comics)
Джефферсон Дэвис (англ. Jefferson Davis) — персонаж комиксов издательства Marvel Comics, полицейский детектив, наиболее известный как отец Майлза Моралеса / Человека-паука. Созданный сценаристом Брайаном Майклом Бендисом и художником Сарой Пикелли в рамках импринта Ultimate Marvel, получил имя в честь первого и единственного президента Конфедеративных Штатов Америки во время Гражданской войны в США. 

## Биография
Джефферсон Дэвис родился в Бруклине (Нью-Йорк) и вырос вместе со своим братом Аароном. Он не разделял преступные наклонности брата и был вынужден вмешаться в его жизнь после встречи с бандитом Тёрком Барретом. Между ними произошёл конфликт, в результате которого полиция задержала Джефферсона. Ник Фьюри внёс залог за молодого человека и предложил ему вступить в Щ.И.Т.. Затем Джефферсон присоединяется к преступному клану Баррета и, в конечном итоге, начинает работать на Кингпина. В конечном итоге он решает отказаться от своей прежней жизни после знакомства с Рио Моралес, от которой у него появляется сын Майлз. Ребёнок наследует фамилию матери, поскольку Джефферсон и Аарон запятнали свою фамилию преступными деяниями. Джефферсон не позволял Майлзу общаться с Аароном, так как не хотел, чтобы сын пошёл по его стопам. Несмотря на неприязнь к образу жизни Аарона, Джефферсон был опечален смертью брата.
Во время сюжетной линии United We Stand «Гидра» попыталась завербовать Джефферсона, но ему удалось убить своих похитителей и вернуться домой. Вместе с Рио он направился на поиски Майлза, который оказался в гостях у своего друга Ганке Ли. Позже на Джефферсона напал Конрад Маркус, в результате чего тот оказался в больнице. Во время последующего нападения Венома Майлзу удалось остановить его, но ценой жизни Рио. Год спустя Джефферсон узнал, что Майлз был Человеком-пауком и обвинил его в смерти Рио и Аарона, после чего покинул его на некоторое время. В дальнейшем Джефферсон вернулся и рассказал ему о своём прошлом. Тайная жизнь Джефферсона произвела впечатление как на Дональда Роксона, так и на Зелёного гоблина.
После событий Secret Wars Молекулярный человек в знак признательности Майлзу, перенёс его, Ганке и семьи обоих молодых людей в основную вселенную Marvel, а Джефферсон воссоединился с Рио, которая вернулась к жизни. Сохранив воспоминания о первоначальной вселенной, он и Рио узнают от Майлза, что Аарон также воскрес.
Позже Джефферсон официально сменил свою фамилию на «Моралес», чтобы окончательно отпустить своё прошлое и не будучи сторонником политики своего исторического тёзки.

## Вне комиксов

### Телевидение
- Алекс Десерт озвучил Джефферсона Дэвиса в мультсериале «Человек-паук» (2017)[15].
- Юджин Бёрд озвучил Джеффа Моралеса в мультсериале «Паучок и его удивительные друзья» (2021)[16].

### Кино
Брайан Тайри Генри озвучил Джефферсона Дэвиса в анимационной франшизе Sony «Паучьи миры». До утверждения Генри на роль персонажа прослушивался известный рэпер Айс Кьюб.
- В анимационном фильме «Человек-паук: Через вселенные» (2018) он является лейтенантом полиции Нью-Йорка и отцом Майлза Моралеса[18], на которого возлагает большие надежды, из-за чего старается оградить от общения со своим братом-преступником Аароном; в прошлом братья поссорились из-за того, что Джефферсон не захотел идти по пути брата[19]. После того, как Кингпин убивает Аарона, убитый горем Джефферсон начинает винить в смерти брата второго Человека-паука. Он мирится с Майлзом и сам того не понимая вдохновляет того вернуться к деятельности супергероя и отомстить за Аарона, победив Кингпина. После поражения и ареста Кингпина Джефферсон становится союзником нового Человека-паука.
- В мультфильме-сиквеле «Человек-паук: Паутина вселенных» (2023)[20] выясняется, что в какой-то момент Джефферсон поменял свою фамилию на «Моралес». Несмотря на то, что он примиряется с методами нового Человека-паука, вместе со своей женой Рио Моралес всерьёз беспокоится о дальнейшей карьере Майлза. После сражения с суперзлодеем Пятном Майлз попадает в «Общество пауков», где узнаёт, что Пятно убьёт Джефферсона через пару дней после того, как тот станет капитаном. Майлз пытается вернуться в свой мир, чтобы спасти отца, однако на его пути встаёт глава «Общества пауков» Мигель О’Хара, поскольку смерть Джефферсона является необходимым «ключевым» событием для сохранения стабильности мультивселенной. В конечном итоге Майлз по ошибке сбегает в мир, откуда появился укусивший его паук, где Джефферсон умер, а альтернативная версия Майлза стала Бродягой[21].

### Видеоигры
Джефферсон Дэвис появляется в игровой серии Spider-Man от Insomniac Games, где его озвучил Рассел Ричардсон.
- В игре Spider-Man (2018) Джефферсон помогает Человеку-пауку в поисках заброшенных активов Кингпина, за которыми охотятся люди Мистера Негатива, действуя от имени капитана Юри Ватанабэ. Джефферсон спасает Человека-паука и получает признание жителей Нью-Йорка. Затем он вместе со своей семьёй присутствует на митинге по переизбранию мэра Нормана Озборна, где тот награждает Джефферсона за его героизм. В этот момент Мистер Негатив и его Внутренние Демоны совершают террористическую атаку, во время которой Джефферсон жертвует собой, спасая другого офицера от террориста-смертника. В конечном итоге его сын Майлз примиряется со смертью отца и принимает предложение Питера Паркера помогать бездомным в приюте « П.И.Р.», чтобы почтить память своего отца[22].
- В спин-оффе первой части Spider-Man: Miles Morales (2020) выясняется, что Джефферсон отдалился от своего брата Аарона после того, как обнаружил, что тот стал преступником под псевдонимом Бродяга. Джефферсон согласился оставить Аарона на свободе в обмен на то, что тот будет держаться подальше от его семьи. Братья так и не помирились до смерти Джефферсона, из-за чего Аарон начал чрезмерного опекать своего племянника, ставшего вторым Человеком-пауком. Также Джефферсон эпизодически появляется во флэшбеке из основного сюжета и побочной миссии. В игре можно найти его могилу; после её обнаружения у игрока открывается награда «Никогда не сдавайся»[23].